# Dictionnaire du français contemporain
Das Dictionnaire du français contemporain (DFC) war ein 1967 im Verlag Larousse in erster Auflage erschienenes, von Linguisten gemachtes und von Didaktikern gepriesenes, methodisch innovatives einsprachiges Wörterbuch des Gegenwartsfranzösischen, das sich wegen seiner ungewöhnlichen Anlage nicht dauerhaft auf dem Markt halten konnte und ca. 1990 verschwand.

## Beschreibung
Die Charakteristika des Wörterbuchs waren: Verzicht auf jegliche historische Information, Verzicht auf Vollständigkeit zugunsten einer Auswahl von 25.000 geläufigen Wörtern, Verzicht auf Zitate zugunsten von reichem unsigniertem Beispielmaterial einschließlich zahlreicher üblicher Wortverbindungen (Kollokationen) und vor allem Gruppierung der durchsichtigen (abgeleiteten und zusammengesetzten) Wörter unter ihrem Grundwort mit Trennung der Homonyme (déboutonner „aufknöpfen“ unter 1. bouton „Knopf“, aber boutonneux „pickelig“ unter 2. bouton „Pickel“). Dieses lexikologische statt lexikographische Anordnungsprinzip überforderte die Benutzer, die z. B. déboutonner nicht unter dem Buchstaben D fanden. Die Konzeption des Wörterbuchs wurde wesentlich von dem Linguisten Jean Dubois bestimmt, der sich über die französische Wortbildung habilitiert hatte.
Ab 1975 erschien eine zum Gesamtwörterbuch erweiterte Fassung (mit historischen Informationen) unter dem Titel Lexis. Ab 1986 benutzte der Verlag das lexikalische Material des DFC in durchalphabetisierter Form für das Schulwörterbuch Dictionnaire du français au collège.

## Auflagen und Bearbeitungen
- (Jean Dubois, René Lagane, Georges Niobey, Didier Casalis, Jacqueline Casalis und Henri Meschonnic) Dictionnaire du français contemporain. Larousse, Paris 1967 (frühes Sigel: DFC).
  - Dictionnaire du français contemporain illustré (DFCi). Larousse, Paris 1980.
  - Petit dictionnaire de la langue française. Larousse, Paris 1988.
- (Jean Dubois, Hrsg.) Lexis. Dictionnaire de la langue française. Larousse, Paris 1975.
  - Lexis. Larousse de la langue française. Larousse, Paris 1979, 2002.
  - Le Lexis. Le dictionnaire érudit de la langue française. Larousse, Paris 2014.
- Dictionnaire du français au collège. Larousse, Paris 1986 (durchalphabetisierte Fassung von DFC 1980).